# 一个澳大利亚
一个澳大利亚（英语：One Australia）是在1988年时的反对党自由党和國家黨联合提出的一项移民和种族事务政策。该政策宣布了名为“一个国家和一个未来”的愿景，呼吁结束多元文化主義以及反对与原住民签订条约。
该政策为1988年8月反对党领袖约翰·霍华德提出的关于减少亚洲移民配额的建议奠定了基础。

## 历史
在一个澳大利亚政策发布后的几个月里，亚洲企业对澳大利亚的投资有所下降。霍华德本人也于1989年辞职，其后他进入了政治生涯上的低潮。一些政治评论员后来推测，自由党内部对移民政策的异议削弱了霍华德的领导地位，导致他被安德鲁·皮科克推翻。
霍华德在1996年至2007年的主政时期，他增加了移民配额和推动多元文化。移民配额从1993年的30042人增加至2007年时的158630人。